# Gdynia Orłowo
Gdynia Orłowo – stacja kolejowa z peronem dla Szybkiej Kolei Miejskiej znajdująca się w gdyńskiej dzielnicy Orłowo. Jest jedną z trzech stacji w tym mieście, które mają więcej niż jeden peron. Z dalekobieżnego korzystają tylko pociągi Polregio.

## Ruch pasażerski
| Rok  | Wymiana roczna | Wymiana pasażerska na dobę | miejsce w Polsce |
| ---- | -------------- | -------------------------- | ---------------- |
| 2017 | 1 130 000      | 3 100                      | 78               |
| 2018 | 1 570 000      | 4 300                      |                  |
| 2019 | 1 900 000      | 5 200                      | 55               |
| 2020 | 1 130 000      | 3 1000                     | 56               |
| 2021 | 1 530 000      | 4 200                      | 52               |
| 2022 |                | 6 400                      | 54               |

## Opis
Stacja posiada jedno przejście nadziemne od strony mostu na ul. Orłowskiej poprzez schody prowadzące na peron i do ul. Inżynierskiej oraz wejście podziemne na peron 1 (SKM) od strony centrum handlowego. Na stacji znajdują się kasowniki i tablice informacyjne z rozkładem jazdy SKM dla przystanku Gdynia Orłowo, bilety można nabyć jedynie w automatach znajdujących się na peronach.
Na stacji znajdują się obecnie niewykorzystywane bocznice (od strony zachodniej) oraz czynna stacja zasilania energetycznego (też od strony zachodniej). Od strony południowej przy ulicy Spółdzielczej znajduje się nastawnia.

## Historia
Wybudowana w latach 1927-1928 stacja Orłowo Morskie w 1935 została przyłączona wraz z miejscowością administracyjnie do Gdyni i zmieniono jej nazwę na Gdynia Orłowo. W latach 1928–1939 pełniła też funkcję stacji granicznej z Wolnym Miastem Gdańskiem.
Przed II wojną światową oraz krótko po jej zakończeniu na stacji znajdowały się: kasa biletowa, kasa bagażowa, poczekalnia oraz bufet. W 2014 zmodernizowano dalekobieżną część stacji. Modernizacja obejmowała budowę nowego peronu, torów dalekobieżnych, urządzeń SRK.

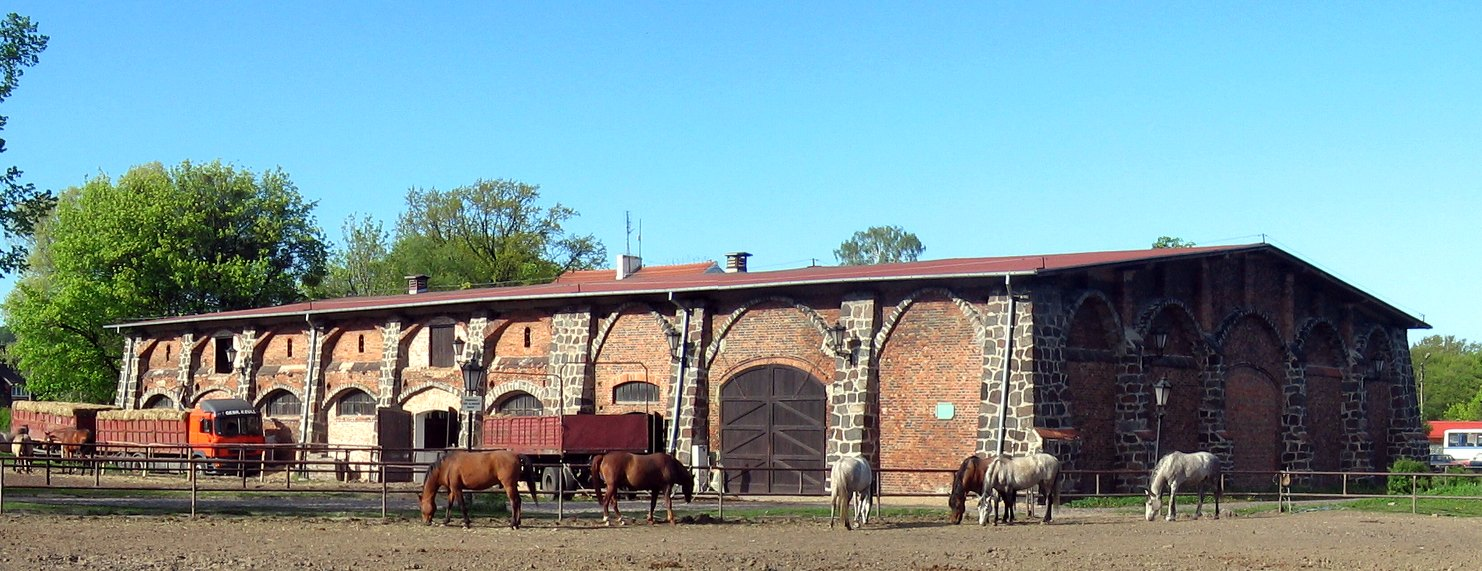
Stajnie w Kolibkach

W 2021 ogłoszono przetarg na remont peronu SKM wraz z budową wiaty na całej długości peronu. Prace budowlane rozpoczęto w październiku tego samego roku.

## Sąsiedztwo

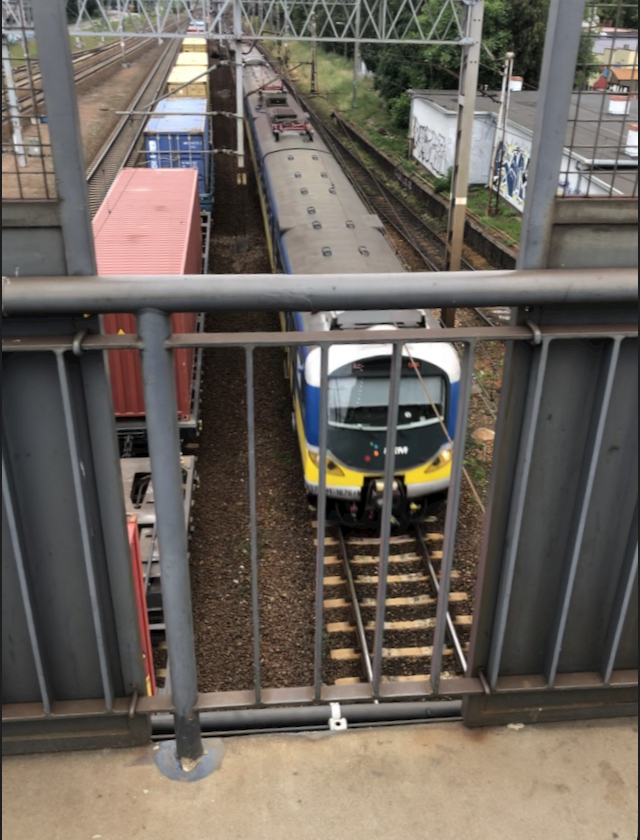
EN57AKM wjeżdżający na przystanek

Wybrane obiekty nie dalej niż w promieniu kilometra:
- Zabytkowe stajnie w Kolibkach